# Даровая (Венёвский район)
Даровая — деревня в Венёвском районе Тульской области России.
В рамках административно-территориального устройства входит в Дьяконовский сельский округ Венёвского района, в рамках организации местного самоуправления входит в Мордвесское сельское поселение.
Население — 164 чел. (2010). Малая родина Героя Советского Союза Н. И. Дёшина.

## Название
В советское время назывался также Даровое

## География
Деревня находится в северо-восточной части Тульской области, в зоне хвойно-широколиственных лесов, в пределах Среднерусской возвышенности, у реки Мордвес и автодороги 70К-070, на расстоянии 26 километров (по прямой) к северу от города Венёва, административного центра района, в 64 км к северо-востоку от Тулы, областного центра.

### Климат
Климат характеризуется как умеренно континентальный, с умеренно холодной зимой и тёплым летом. Среднегодовая многолетняя температура воздуха составляет +5 °С. Средняя температура воздуха самого холодного месяца (января) — −10 °C, средняя температура самого тёплого (июля) — +20 °С. Период с положительными температурами длится около 220—225 дней. Среднегодовое количество атмосферных осадков составляет 550—600 мм, из которых большая часть (около 70 %) выпадает в тёплый период. Среднегодовая скорость ветра составляет 5 м/с.

## Население
| 2002 | 2010 |
| ---- | ---- |
| 208  | ↘164 |

## Известные уроженцы, жители
Дёшин, Николай Иванович (1901—1967) — участник Великой Отечественной войны, Герой Советского Союза (1945).

## Инфраструктура
Личное подсобное хозяйство с зоной сельскохозяйственного использования, индивидуальная застройка усадебного типа.
Основа экономики — сельское хозяйство.

## Транспорт
Деревня доступна автотранспортом. Автобусное сообщение с райцентром. Остановка общественного транспорта «Даровая».